# Larmor-Plage
Larmor-Plage (auf Bretonisch An Avor) ist eine französische Gemeinde mit 8368 Einwohnern (1. Januar 2022) im Département Morbihan in der Region Bretagne. Sie gehört zum Arrondissement Lorient, zum Kanton Ploemeur und ist Mitglied des Gemeindeverbands Lorient Agglomération. Die Einwohner der Gemeinde heißen Larmorien(ne).

## Geographie
Larmor-Plage liegt an der Öffnung des Blavet zum Atlantischen Ozean. Die Reede von Lorient befindet sich teilweise hier.
Umgeben wird Larmor-Plage von den Nachbargemeinden Ploemeur im Westen und Nordwesten, Lorient im Norden sowie auf der gegenüberliegenden – östlichen – Seite der Meerenge Port-Louis und Gâvres. Im Süden liegt vorgelagert im Atlantischen Ozean die Île de Groix.

## Bevölkerungsentwicklung
| Jahr      | 1962 | 1968 | 1975 | 1982 | 1990 | 1999 | 2006 | 2011 | 2019 |
| Einwohner | 5077 | 5877 | 5389 | 6373 | 8078 | 8470 | 8428 | 8277 | 8319 |

## Geschichte
Larmor-Plage wurde 1924 aus der Ortschaft Larmor gebildet und zur Differenzierung von der Gemeinde Larmor-Baden, die ebenfalls 1924 gebildet wurde, mit dem Suffix Plage gekennzeichnet. Früher gehörte das Gemeindegebiet zu Ploemeur.
Auf der zur Gemeinde gehörenden Landzunge Kernével befand sich von November 1940 bis März 1942 in der Villa eines Sardinenhändlers, die wegen ihrer Größe im Volksmund Sardinenbüchse genannt wurde, der Befehlsstand des Befehlshabers der U-Boote (BdU), also das Hauptquartier von Admiral Dönitz, und somit die Schaltzentrale der Atlantikschlacht.

## Sehenswürdigkeiten

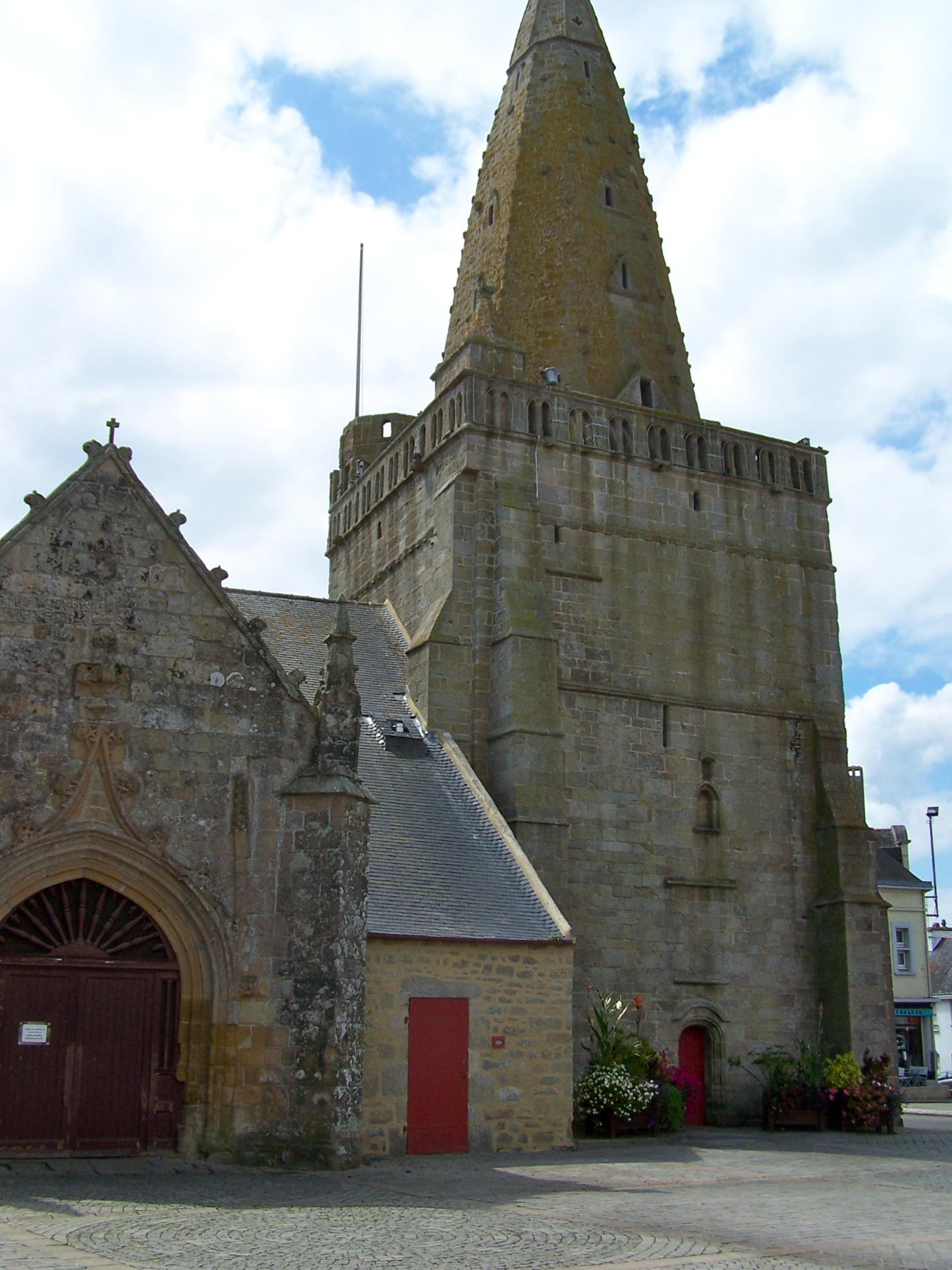
Kirche Notre-Dame in Larmor-Plage

- Kirche Notre-Dame aus dem 15. Jahrhundert mit Anbauten des 16. und 17. Jahrhunderts, seit 1990 Monument historique, mit Kapelle
- Brunnen Notre-Dame, seit 1933/1971 Monument historique
- Monumentalkreuz aus dem 16. Jahrhundert (1558), Monument historique seit 1928
- Fort du Kernevel, Marinestützpunkt
- Villen von Kernevel aus dem 19. Jahrhundert (Villa Kerozen, Villa Kerlilon, Villa Ker Margaret) unmittelbar am Meeresstrand errichtet

## Gemeindepartnerschaften
Gemeindepartnerschaften bestehen:
- mit der irischen Gemeinde Youghal, County Cork, seit 1986
- mit der spanischen Gemeinde Calafell, Katalonien, seit 2005

## Persönlichkeiten
- Adolphe Beaufrère (1876–1960), Maler und Graveur
- Robert Hennequin (1920–2002), Fußballspieler und -trainer